# Shirley Maheu
Pour les articles homonymes, voir Maheu.
Shirley Maheu (7 octobre 1931 - 1er février 2006) est une administratrice, courtière d'assurances et une femme politique fédérale du Québec.

## Biographie
Née à Montréal, elle passe la majeure partie de sa vie dans la ville, maintenant arrondissement, de Saint-Laurent. Elle a été vice-présidente et membre fondatrice de la chambre de commerce de Saint-Laurent. Très impliquée, elle donnera beaucoup de son temps dans diverses organisations communautaires entre autres, avec les Scouts du Canada.
Elle se lança en politique municipale en 1982 au Québec en devenant conseillère municipale de l'ancienne ville de Saint-Laurent. Elle le demeurera jusqu'en 1988, année où elle devint députée libérale de Saint-Laurent. Réélu en 1993 dans la circonscription de Saint-Laurent—Cartierville, elle fut assistante-présidente de la Chambre des communes. 
Elle démissionna en 1996 pour accepter le poste de représentante de la division sénatoriale de Rougemont au Sénat, poste offert sur avis du premier ministre Jean Chrétien. Cette offre permit de libérer le château-fort libéral de Saint-Laurent—Cartierville pour le candidat vedette Stéphane Dion. Elle fut présidente intérimaire du Sénat de 2004 jusqu'à son décès en 2006